# 사카이 마사토키
사카이 마사토키(일본어: 酒井政辰, ? ~ 1603년 12월 24일)는 아즈치모모야마 시대의 무장이다. 사카이 다네토시(酒井胤敏)의 장남으로 가즈사 도가네 성(東金城)의 성주이다. 종가의 도케 성주(土気城主) 사카이 야스하루(酒井康治)와 함께 사토미 일족과 싸웠다. 후에 호조 우지마사에게 사관했다. 1590년(덴쇼 18년), 호조 씨가 패하자 칩거했다. 1603년(게이초 8년) 음력 11월 22일 죽었다.

## 참고
- (일본어) 『酒井政辰』  - 고트뱅크